# (500641) 2012 VK3
(500641) 2012 VK3 es un asteroide perteneciente al cinturón de asteroides, región del sistema solar que se encuentra entre las órbitas de Marte y Júpiter, descubierto el 20 de octubre de 2012 por el equipo del Spacewatch desde el Observatorio Nacional de Kitt Peak, Arizona, Estados Unidos.

## Designación y nombre
Designado provisionalmente como 2012 VK3. 

## Características orbitales
2012 VK3 está situado a una distancia media del Sol de 3,129 ua, pudiendo alejarse hasta 3,395 ua y acercarse hasta 2,862 ua. Su excentricidad es 0,085 y la inclinación orbital 7,100 grados. Emplea 2021,78 días en completar una órbita alrededor del Sol.

## Características físicas
La magnitud absoluta de 2012 VK3 es 16,6. 